# Ostkobalima
Kobalima Timur (Koba: Korb; lima: Fünf; Timur: Ost) ist ein indonesischer Distrikt (Kecamatan) im Regierungsbezirk (Kabupaten) Malaka (Provinz Ost-Nusa Tenggara). Bis zum 14. Dezember 2012 gehörte Kobalima Timur noch zum Regierungsbezirk Belu.

## Geographie
Kobalima Timur liegt im Süden der Insel Timor, an der Küste der Timorsee. Im Osten liegt die zum Staat Osttimor gehörende Gemeinde Cova Lima mit den Verwaltungsämtern Fatumean und Tilomar, nördlich der Distrikt Westtasifeto (Regierungsbezirk Belu) und im Westen der Distrikt Kobalima (Regierungsbezirk Malaka), zu dem das Gebiet von Ostkobalima früher gehörte. Die Westgrenze wird vom Mota Babulu gebildet.
Kobalima Timur teilt sich in vier Desa (Dörfer) auf: Südalas (Alas Selatan) (2361 Einwohner 2010), Kotabiru (1049), Alas (1590) und Nordalas (Alas Utara) (1010).
Verwaltungssitz des Distrikts ist Alas.

## Einwohner
Der Großteil der 6010 Einwohner (2010) gehören zu den Ethnien der Tetum und Bunak, die ansonsten im angrenzenden Osttimor leben. Die Bunak leben in Alas und Alas Selatan.